# 辰水縣
辰水縣是唐代黔州都督府充州所屬的一個羈縻縣。武德三年以牂柯蠻別部置。其轄地在今重慶湖南廣西貴州交界處附近一帶地方，是唐代招撫當地土著所設置的州縣，一般由其頭人任縣官。